# Hans Herzfeld
Pour les articles homonymes, voir Herzfeld.
Hans Herzfeld (né le 22 juin 1892 à Halle - décédé le 16 mai 1982 à Berlin) est un historien allemand.
Tout comme Gerhard Ritter et Hans Rothfels, Hans Herzfeld fait partie d'un groupe d'historiens qui font leurs études alors que le Reich allemand n'a pas encore disparu. Après la chute du régime nazi, il reprend sa carrière de professeur. Il se retrouve au cœur de la controverse Fischer.